# Система управления складом
Система управления складом (англ. warehouse management system, аббр. WMS) — информационная система, обеспечивающая автоматизацию управления бизнес-процессами складской работы профильного предприятия.

## Архитектура автоматизированной информационной системы управления складом
Архитектура автоматизированной информационной системы управления складом построена по трехуровневому принципу.
- первый компонент представляет собой видимую для пользователя часть — интерфейс типа «человек-машина» — «клиентское приложение», с помощью которого пользователь осуществляет ввод, изменение и удаление данных, дает запросы на выполнение операций и запросы на выборку данных (получение отчетов); этот компонент может быть доступен на компьютере, ТСД, планшете, смартфоне;
- второй компонент (скрытая от пользователей часть системы) — сервер базы данных, осуществляет хранение данных. Пользователь через клиентское приложение инициирует процедуру запроса на выборку, ввод, изменение или удаление данных в базе данных (БД);
- третий компонент — бизнес-логика («задачи» или «процессы» — специализированные программы обработки) осуществляет инициированную пользователем обработку данных, и возвращает обработанные данные в БД, сообщая пользователю через экран клиентского приложения о завершении запрошенной обработки.

## Цели внедрения
- активное управление складом;
- увеличение скорости набора товара;
- получение точной информации о месте нахождения товара на складе;
- эффективное управление товаром, имеющим ограниченные сроки годности;
- получение инструмента для повышения эффективности и развития процессов по обработке товара на складе;
- оптимизация использования складских площадей.

## Принцип работы WMS с системой адресного хранения

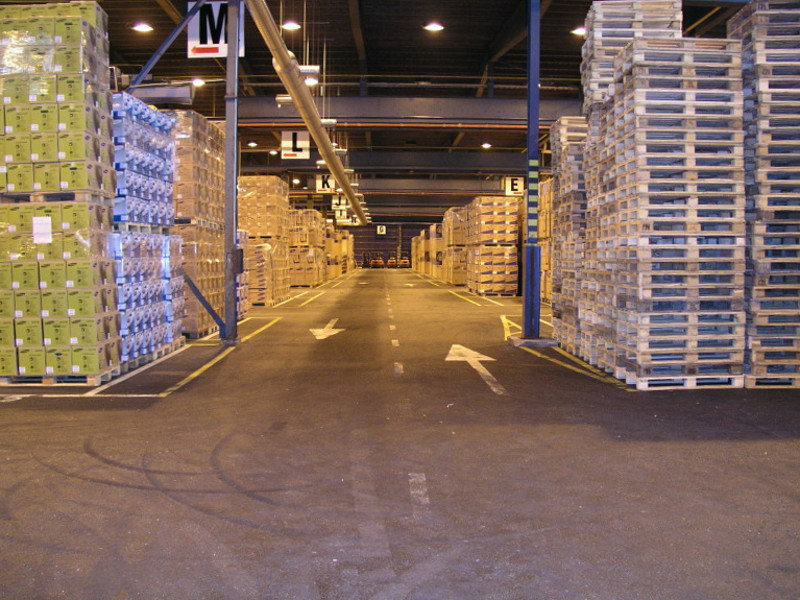
Склад в финском городе Котка. Для автокаров нанесена дорожная разметка. Каждый сектор имеет свою литеру.

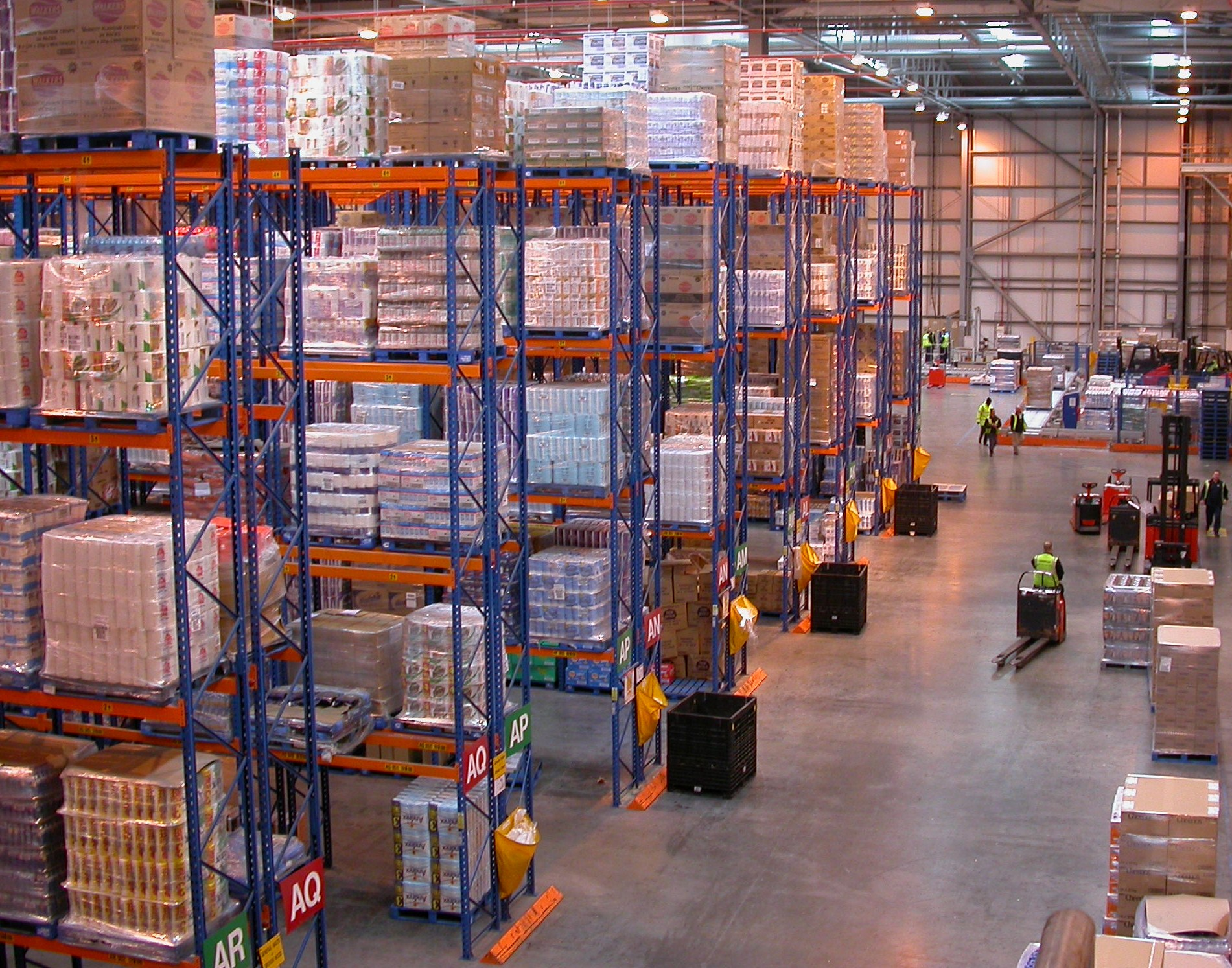
Региональный складской распределительный центр

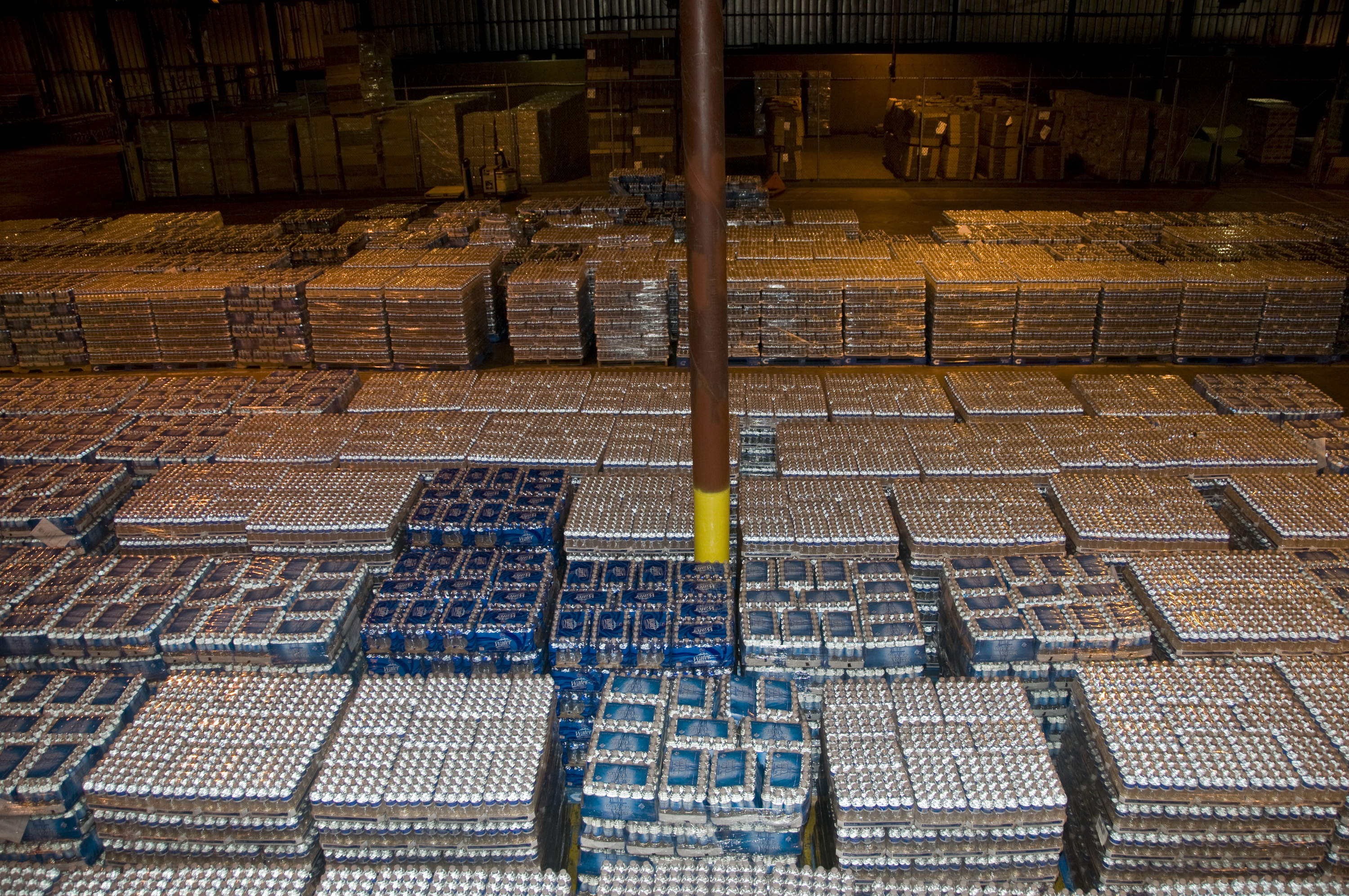
Современный склад — это маленький город.

Территория склада разбивается на зоны по видам технологических операций в целях автоматизации процедур: приёма, размещения, хранения, обработки и отгрузки товаров, что позволяет упорядочивать работу персонала на различных участках и эффективно распределять сферы ответственности.
На стадии внедрения в систему заносится описание физических характеристик склада, погрузочной техники, параметры всего используемого оборудования и правила работы с ним.
Все поступающие грузы помечены штрихкодами. Проведение технологических складских операций под контролем системы производится на основании данных штрихкодов, места хранения и погрузочной техники. Погрузочная техника и работники склада оснащаются радиотерминалами ввода-вывода данных, которые представляют собой переносной компьютер, общающийся с головным сервером системы по радиоканалу. Система может использовать любой из существующих типов кодов или печатать этикетки с внутренним штрихкодом.
При проведении инвентаризации специалисты с помощью терминалов для сбора данных (ТСД) считывают штрихкоды, которые автоматически заносятся в базы данных приборов.
Система учитывает все требования к условиям хранения при распределении мест хранения для поступающих на склад товаров. Например, могут учитываться влажность, температурный режим, сроки годности, производители, сроки реализации, поставщики, правила совместимости и любые другие параметры. WMS автоматически подбирает места хранения для принятых грузов и формирует задания для работников склада. Задания поступают на экран радиотерминалов в виде элементарных поэтапных команд индивидуально для каждого работника.
При формировании команд система разрабатывает оптимальные маршруты перемещения техники по территории складского комплекса, что позволяет уменьшить холостой пробег погрузочных средств. На выполнение операций система назначает ту погрузочную технику, использование которой наиболее полно отвечает поставленной задаче. Выполнение заданий подтверждается сканированием штрихкода. Таким образом, система контролирует все действия работника и позволяет практически полностью исключить возможность ошибочного размещения груза или неправильного комплектования заказа.
В системе мгновенно обновляется вся информация о местоположении грузов, наличии товара на складе, действиях работников и произведенных операциях. Для удобства имеется возможность наблюдения за складом в режиме двухмерного графического отображения. По результатам работы или состоянию склада система позволяет формировать отчеты, которые могут как выводиться на печать, так и передаваться в корпоративную систему компании.

## Решаемые задачи
- Приёмка товара и материалов
  - Приёмка товаров в режиме реального времени с использованием радиотерминалов или бумажных носителей;
  - Печать штриховых кодов;
  - Гибкая идентификация как с заказом на закупку или поступившим от поставщика предварительными уведомлениями об отгрузке, так и без них;
  - Приёмка на ответственное хранение;
  - Проверка соответствия и корректировка данных.
- Складирование
  - Автоматическое складирование или складирование под контролем персонала;
  - Настраиваемые правила складирования для максимизации использования складского пространства и/или производительности складских операций;
  - Всеохватывающие критерии построения ячеек хранения;
  - Настраиваемое создание заданий по складированию;
  - Подготовка нефасованного товара различных поставщиков к складированию.
- Автоматизация единовременной приёмки и отгрузки товара
  - Перегрузка полученного товара для отправки заказчикам;
  - Транзитная отгрузка продукции через склад.
- Гибкое управление заказами и группами заказов
  - Комплексная группировка заказов.
  - Обработка и выпуск заказов группами с оптимизацией процессов и ресурсов;
  - Объединение и разделение партий товаров;
  - Настраиваемая функция идентификации товара по упаковке при отгрузке и возврате.
- Пополнение запасов
  - Настраиваемые параметры необходимости пополнения;
  - Пополнение неполными поддонами;
  - Совместное пополнение группы товаров на одном поддоне;
  - Автоматическое формирование и отправка заданий пополнения;
  - Настраиваемые стратегии пополнения;
  - Различные опции пополнения (штука, коробка, поддон).
- Комплектация заказов
  - Автоматическое формирование и отправка заданий сотрудникам на комплектацию заказов;
  - Комплектация непосредственно в поддон с учётом требований эргономики, а также размеров, веса и прочих параметров товара;
  - Комплектация на транспортерную ленту;
  - Комплектация партиями товара;
  - Поддержка выборки штуками, коробками, полными поддонами;
  - Комплектация с использованием радиотерминалов или этикеток;
  - Комплектация по голосовым командам, подаваемым системой
  - Упаковка;
  - Различные опции сборки (дискретная, групповая, объединённая);
  - Персонализация заказов во время сборки;
  - Генерация идентификационных номеров отправляемых контейнеров и их отслеживание;
- Погрузка
  - Составление расписания отгрузки товаров с учётом приоритетов;
  - Упорядочивание и объединение товаров при погрузке в зависимости от последовательности доставки;
  - Погрузка, проверка и закрытие операции, управляемые радиотерминалами;
  - Проверка и закрытие операции отправки;
  - Определение (выбор) перевозчика;
  - Маркировка соответствия;
  - Создание сопроводительных документов.
- Управление запасами
  - Отслеживание контейнеров;
  - Полная функциональность для работы с весовым товаром;
  - Гибкость при перемещении и корректировках складских запасов;
  - Промежуточная частичная инвентаризация;
  - Полная физическая инвентаризация с фиксацией веса на входе и выходе;
  - Контроль состояния и получение информации о складских запасах в режиме реального времени;
  - Консолидация запасов по всем РЦ;
  - Локализация запасов и конфигурация площадей и зонирования склада;
  - Отслеживание атрибутов имущества (партия, код, серийный номер);
  - Учёт даты и отслеживание сроков реализации товаров;
  - Отслеживание владельцев хранимого имущества;
  - Гибкая система переотправки, разбивки на партии, перемещения запасов.
  - Гибкие методики отпуска LIFO, FIFO, FPFO, FEFO, BBD
- Управление заданиями персоналу
  - Автоматическое формирование и отправка заданий для:
  - Приёмки;
  - Размещения;
  - Перемещения запасов;
  - Подсчета оборачиваемости;
  - Пополнения запасов;
  - Комплектации заказов;
  - Погрузки;
  - Отправки.
- Планирование работы распределительного центра
  - Составление графика выполнения заданий с их перестановкой в соответствии с приоритетами;
  - Диспетчеризация и чередование задач;
  - Массовые перемещения.
- Управление контейнерами
  - Нанесение лицензионной/патентной информации;
  - Закладка в контейнер нескольких различных товаров;
  - Идентификация товара по упаковке при отгрузке и возврате;
  - Определение ограничений по совместному хранению товаров.
- Управление хранением и производственными мощностями
  - Определение точного места ячейки хранения;
  - Прогрессивная оптимизация хранения;
  - Автоматическое пополнение и перемещение на вспомогательные склады;
  - Перемещения внутри организации;
  - Управление и оптимизация хранения по срокам годности;
  - Контроль и обработка опасных материалов;
  - Инспектирование складского оборудования и планирование дозаправки.

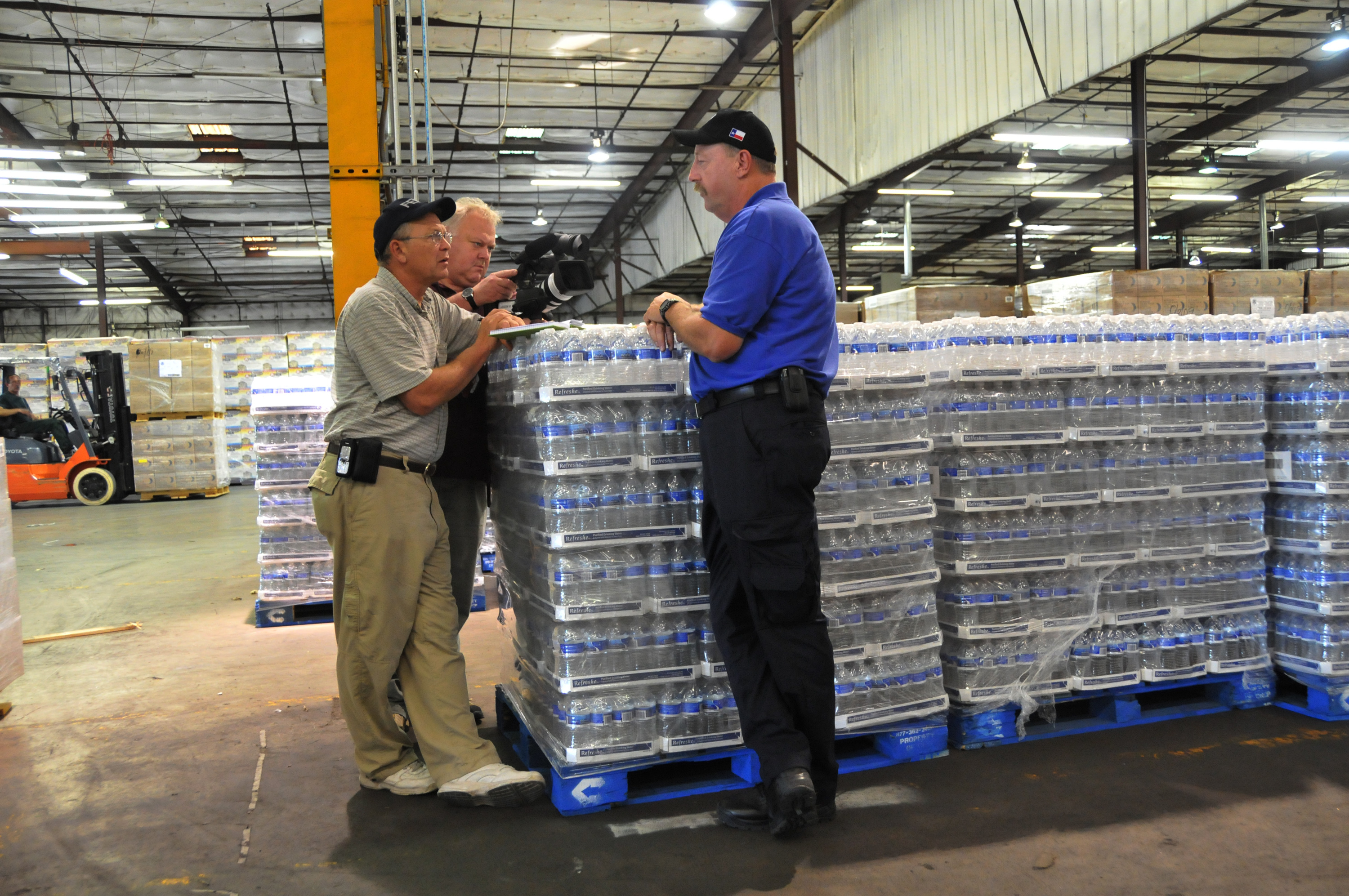
Складские работники — залог эффективного функционирования предприятия.

- Управление человеческими ресурсами
  - Учёт рабочего времени;
  - Отслеживание заданий персоналу;
  - Отчетность по людским ресурсам;
  - Проектирование стандартов трудовых ресурсов;
  - Определение плановой производительности труда.

## Классификация WMS
Системы WMS делятся на две принципиально разные группы: без и с учётом адресного хранения. В первой группе система автоматизирует лишь учёт внешнего поступления/убытия товара, а также оформление первичных документов; часто такие системы называют программами складского учета. Системы с учётом адресного хранения необходимы на больших складах с высоким товарооборотом и дополнительно эти системы имеют функционал:
- управления складским транспортом с учётом его параметров и масс-габаритных и топологических характеристик склада;
- планирования размещения товара с учётом как его характеристик, так и мест хранения, товарооборота, пожеланий собственника товара (если речь о складе 3PL);
- подсистема подбора товара к отгрузке, в том числе с возможным (в зависимости от частоты востребованности) размещением товара в промежуточные зоны подбора с их автоматическим предварительным пополнением;
- планирование отгрузки товара без размещения в зону хранения: «с-борта-на-борт»;
- подсистема учёта рабочего времени работников по выполнению ими заданий, а также системы мотивации на этой основе;
- проведение различных инвентаризаций

и т.д.
По размеру WMS можно классифицировать следующим образом:
- WMS системы начального уровня: склады небольших компаний, магазинов с небольшой номенклатурой;
- коробочные системы управления складом: склады 1000-10'000 м² с большой номенклатурой, но невысоким товарооборотом;
- адаптируемые системы: крупные логистические компании, распределительные центры, склады от 5000 м²;
- конфигурируемые системы: склады от 5000 м² с большой номенклатурой и высоким товарооборотом.

На сегодняшний день в России представлены решения более 50 разработчиков WMS различного класса, среди которых представлены системы российских производителей, западные разработки и решения от мировых лидеров в разработке WMS. По-прежнему остается высоким процент так называемых «самописных» систем, когда систему управления создают сами работники склада, имеющие необходимые навыки.